# Phalaeops mossambicus
Phalaeops mossambicus là một loài nhện trong họ Pisauridae.
Loài này thuộc chi Phalaeops. Phalaeops mossambicus được Carl Friedrich Roewer miêu tả năm 1955.